# Malaterra
Ne doit pas être confondu avec Malaterre, Malaterra (série télévisée) ou Geoffroi Malaterra.
Pour plus de détails, voir Fiche technique et Distribution.
Malaterra est un film français de Philippe Carrese produit par Comic Strip Production, dont l'histoire se situe en Haute-Provence pendant la guerre de 1914-1918. La musique a été écrite par le groupe Massilia Sound System.
L'une des particularités de ce projet original est qu'une grande partie des dialogues est parlée en langue occitane (dialecte provençal), avec des sous-titres en français.

## Synopsis
Pendant première guerre mondiale, en Haute-Provence, une famille qui vit en autarcie, et dont l’univers est essentiellement composé de femmes depuis que les hommes sont partis au front, entretient d’étranges rumeurs de malédiction autour de Malaterra, un village abandonné soi-disant hanté. L’arrivée d’un vagabond sourd et muet, va exacerber les conflits individuels, chambouler la vie quotidienne dans cette ferme isolée et révéler le mystère de Malaterra, le village maudit.

## Fiche technique
- Réalisation : Philippe Carrese
- scénario : Philippe Carrese et Dominique Lombardi
- Décors : Ramora
- Costume : Chantal Castelli
- Photo : Serge Dell Amico
- Musique : Massilia Sound System
- Montage : Véronique Graule
- Producteur : Thierry Aflalou
- Société de production : Comic Strip Production
- Pays d'origine : France
- Langues : Occitan et Français
- Durée : 95 minutes
- Date de sortie : 2003

## Dialogues
Une très large majorité des dialogues est en occitan.

## Récompenses
- Au Festival de la fiction TV de Saint-Tropez 2004[3] :
  - Prix spécial du jury - Ville de Saint-Tropez (avec une mention spéciale à Roger Pasturel)
  - Prix de la technique pour Serge Dell Amico (photo)